# 日米開戦
『日米開戦』（にちべいかいせん、原題：Debt of Honor）は、1994年に刊行されたアメリカ合衆国の小説家トム・クランシーによる小説。原題Debt of Honorは「名誉の負債」を意味する。ニューヨーク・タイムズでベストセラー1位に選ばれた

## 概要
ジャック・ライアンシリーズの一作で、作中の時系列では『恐怖の総和』→本作→『合衆国崩壊』の順。
大平洋戦争での経験からアメリカ合衆国に恨みを持つ日本の財界の支配者（財閥）が日本政府を動かし、アメリカに対し軍事的挑戦をする内容である。この小説が出版された1994年（平成6年）には、バブル景気で経済大国のイメージが根付いた日本に対するアメリカの不信感（日米貿易摩擦）が強く存在していた時期である。このことが、現実とは異なる核武装国家として描かれ、アメリカに対する「敵国」として日本が名指しされたといえ、当時の世相を反映してニューヨーク・タイムズでベストセラー1位に選ばれた。

## あらすじ
日本経済の中心を担う自動車産業の攻勢によりアメリカ国内を走る日本車は人気を博し、日本の財閥はアメリカと対等な力を持つようになった。しかしそんな中で、日本車の自動車事故により幼い子供が亡くなってしまう。事故により日本車の燃料タンクに不具合が見つかったが、事前にアメリカのベンチャー企業が改良型の燃料タンクを日本に売り込んでいたのに、日本の自動車メーカーが採用を拒否したことが明らかになった。これらの事実がアメリカ議会で暴露され報道されるとアメリカ世論は反日感情に湧きかえり、低く抑えられていた日本の関税をアメリカの関税と同率に定める貿易改革法がアメリカ議会で成立する。これにより輸出が滞った日本経済は打撃を受けた。
この動きに対し、太平洋戦争中のサイパン島玉砕で家族を亡くしたことでアメリカに恨みを抱く日本経済界の重鎮・矢俣は、日本経済を守ると共にアメリカに復讐するべく、武力行使を行うことを決めた。経済混乱に伴う内閣総辞職に乗じて矢俣の息のかかった野党党首を新首相とした日本は、中華人民共和国とインドと共に「新大東亜共栄圏」を復活させ、その資源確保のためにシベリアへ進出する。これはアジア太平洋地域におけるアメリカの影響力を縮小させるものであった。また、旧ソビエト連邦のICBMであるR-36Mを入手し、極秘に核兵器を開発配備すると、遂に軍事的・経済的攻撃をアメリカに仕掛けた。
まず日米海軍合同演習の際、海上自衛隊のこんごう型護衛艦及び潜水艦「くろしお」が誤射を装ってアメリカ海軍を攻撃し、航空母艦及び潜水艦を戦闘不能にするとともに、陸上自衛隊の第一師団及び第一空挺団はマリアナ諸島を占領した。一連の戦いは日米間で宣戦布告がなされない奇妙なものであり、大多数の国民も知らないものであった。また現場で闘っている自衛隊もアメリカ軍も、初めは合同訓練の仮想敵国として訓練をしている間に、本物の戦争に発展していたものであった。更に矢俣はロジックボムを用いたサイバー攻撃でアメリカの株式市場を崩壊させようと画策する。
国家安全保障問題担当大統領補佐官となっていたライアンは、株取引を正常化させることに成功し、日本に対する軍事作戦を指揮することになった。アメリカはロシアの空軍基地を前線基地とし、ステルス・ヘリコプター「コマンチ」を日本に潜入させ、航空自衛隊のAWACS (E-767) を銚子市上空で撃墜し日本の防空網を破綻させたのを受け、日本の戦争指導者たちを暗殺する。 そして日本の核ミサイル基地を破壊するため、ステルス爆撃機B2を日本に向けて発進させ、核ミサイルの無力化に成功し、日本から奪われた領土を取り戻す。日本国内においては政変を誘導する事で親米政権を樹立させた。
日本との戦争状態を終結させたライアンの手腕は大統領に高く評価され副大統領に就任するが、その就任式の最中に航空機テロ（後述）によって大統領以下政府の要人が死亡する。危機を脱したライアンは憲法に則って大統領に昇格する場面で終わる。

## 登場人物

### アメリカ
ジャック・ライアン
国家安全保障問題担当大統領補佐官、主人公。
ロジャー・ダーリング
合衆国大統領、JAL自爆テロで多数の要人とともに死亡。
エドワード・キールティ・Jr
合衆国副大統領、セックススキャンダルで失脚。

### 日本
矢俣頼造
60歳代の日本経済界の重鎮で日米開戦の黒幕。第二次世界大戦にサイパンで両親と弟妹を玉砕で失ってアメリカに憎悪を募らせる。日本の資源不足を解消するため中印と共謀しシベリア侵攻を目論む。日米紛争終結時に中国への逃亡を謀るも陸上自衛隊に逮捕される。
後藤弘志
日米紛争時の日本国首相。反米主義のナショナリストで、古賀の辞任後に矢俣の支援を得て野党党首から首相となり、日米紛争を指揮する。日米紛争末期に総辞職。
古賀信太郎
日米紛争前の日本国首相。経済混乱の責任を取って首相を辞職したが、日米紛争時にアメリカ側の外交交渉の切り札となることを恐れた矢俣により監禁される。最終的にCIA工作員によって救出され、総辞職した後藤の後任として首相に返り咲き、日米紛争を終結させた。
有馬荘吉
陸上幕僚長。マリアナ諸島での第一空挺団降下などを指揮。日米紛争終結時に矢俣を逮捕した。
佐藤靖夫
海上自衛隊海将補。架空のこんごう型ミサイル護衛艦「むつ」でマリアナ侵攻を指揮。米潜水艦テネシーの攻撃により戦死。
佐藤征二
元航空自衛官で、日本航空B-747機長。復讐のために対米中枢部自爆テロを敢行。
佐藤史郎
征二の息子で航空自衛隊第3航空団パイロット（三等空佐）。米海軍航空隊のF-14と空戦後、硫黄島に帰投した際に滑走路に散乱していたクラスター爆弾（米海軍の巡航ミサイルによるもの）と乗機 (F-15J) が接触、爆発したことにより死亡した。
鵜垣
潜水艦 「くろしお」艦長（二等海佐）。米海軍潜水艦「アシュヴィル」に対する魚雷攻撃を敢行。

## 旅客機テロ
一連の戦闘で護衛艦隊司令だった兄と航空自衛隊のパイロットだった息子を失った旅客機の機長が、復讐のために副操縦士を殺害して機体をハイジャックし、バンクーバーから大西洋に出た上でワシントンD.C.にある議会議事堂に突入した。その結果、ジャンボ機の搭乗員をはじめアメリカ大統領、最高裁判事、閣僚、上・下両院議員など多数の政府要人を死亡させた。
この小説の結末は、ジャンボジェット機を議会議事堂に突入させる描写であったが、後に発生したアメリカ同時多発テロ事件（2001年9月11日）における旅客機による自爆テロ攻撃に類似していた。

## 日本語版
トム・クランシー、新潮社《新潮文庫》上・下
1. 日米開戦〈上〉1995年11月1日発売[2] ISBN 4102472010, 978-4102472019
2. 日米開戦〈下〉1995年11月1日発売[3] ISBN 4102472029, 978-4102472026

原書にある日本人の名前が実際には存在しない綴りであったり、空中警戒機の愛称が「神」となっているなど、日本人の描写も日本人から見ると珍妙な部分もある。